# Puma (Schützenpanzer)
Der Puma ist ein Schützenpanzer, der von den deutschen Rüstungsunternehmen KNDS Deutschland (ehemals Krauss-Maffei Wegmann) und Rheinmetall Landsysteme (RLS) entwickelt und produziert wird. Der Puma soll für das deutsche Heer in einer Stückzahl von 350 Fahrzeugen beschafft werden und den Schützenpanzer Marder ersetzen. Die ersten Pumas wurden im Dezember 2010 geliefert; die Auslieferung der ersten Serienmodelle wurde im April 2015 begonnen. Das Fahrzeug ist einer großen zeitlichen Verzögerung und hoher Kostensteigerung unterworfen; aufgrund technischer Mängel und erforderlicher Nachrüstungen wurde 2017 mit einer vollen Einsatzbereitschaft inoffiziell nicht vor dem Jahr 2030 gerechnet.

## Entwicklung

### Projektierung und Realisierung

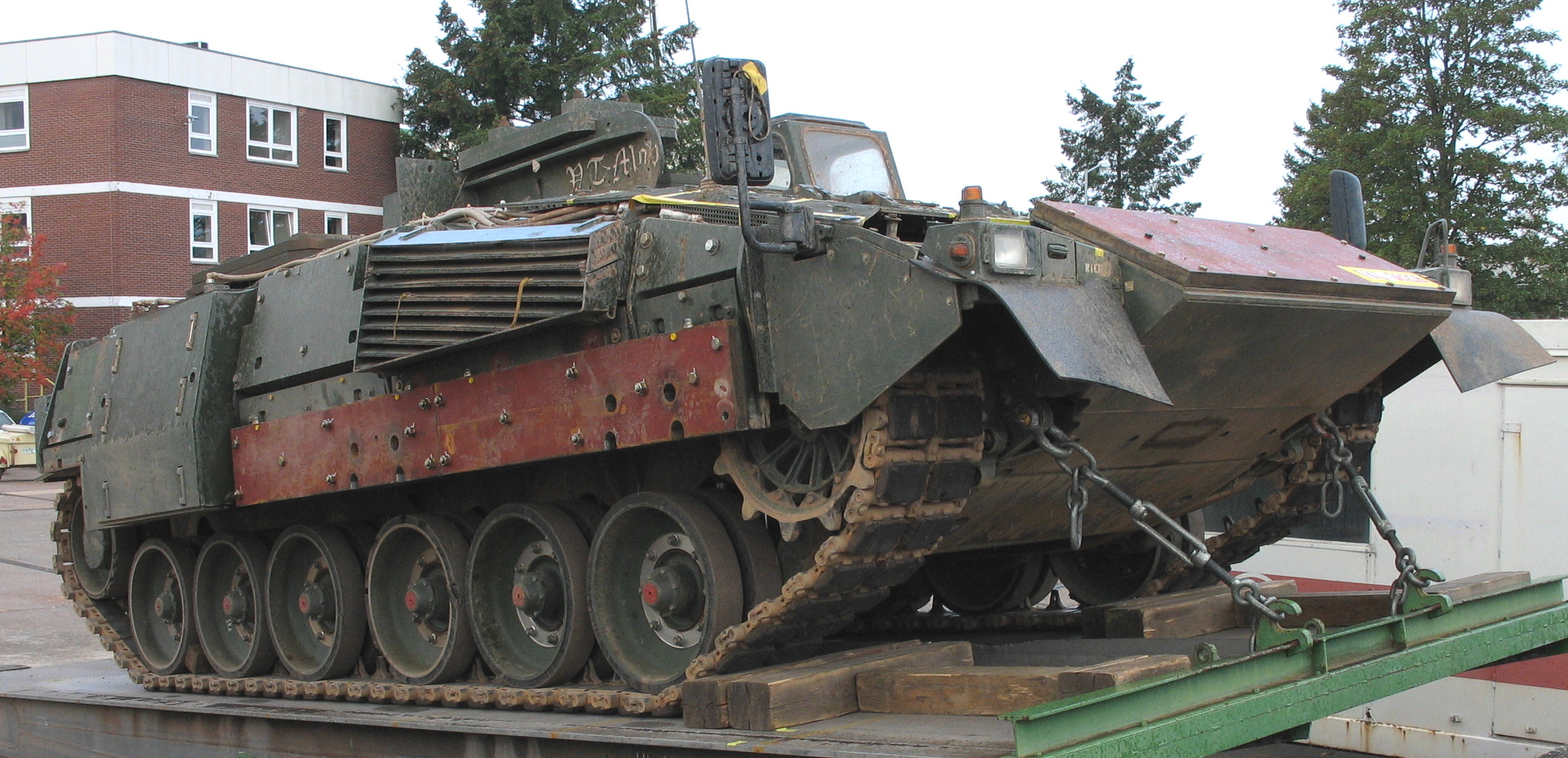
Versuchsträger Mobilität (VT-Mob). Das komplette Fahrgestell ohne Turm diente gegenüber dem BWB als Nachweis der Erfüllbarkeit. Am Fahrgestell sind Ballastgewichte angebracht, um den nicht vorhandenen Turm und Zusatzpanzerung zu simulieren.

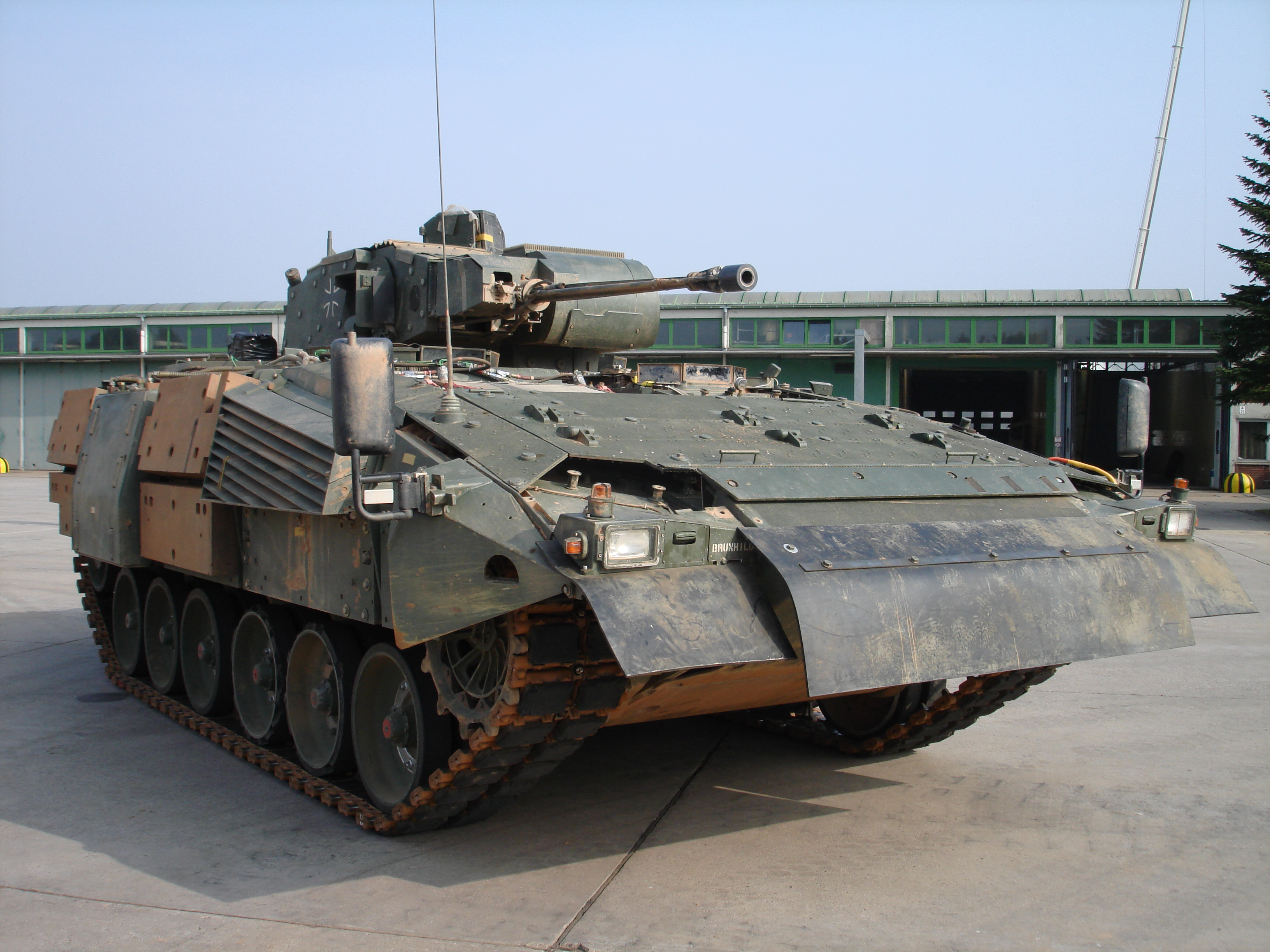
Mobilitätsversuchfahrzeug-VS2 mit Gewichtssimulatoren in der WTD 41. Der Schützenpanzer besitzt seit 2008 sechs Laufrollen.

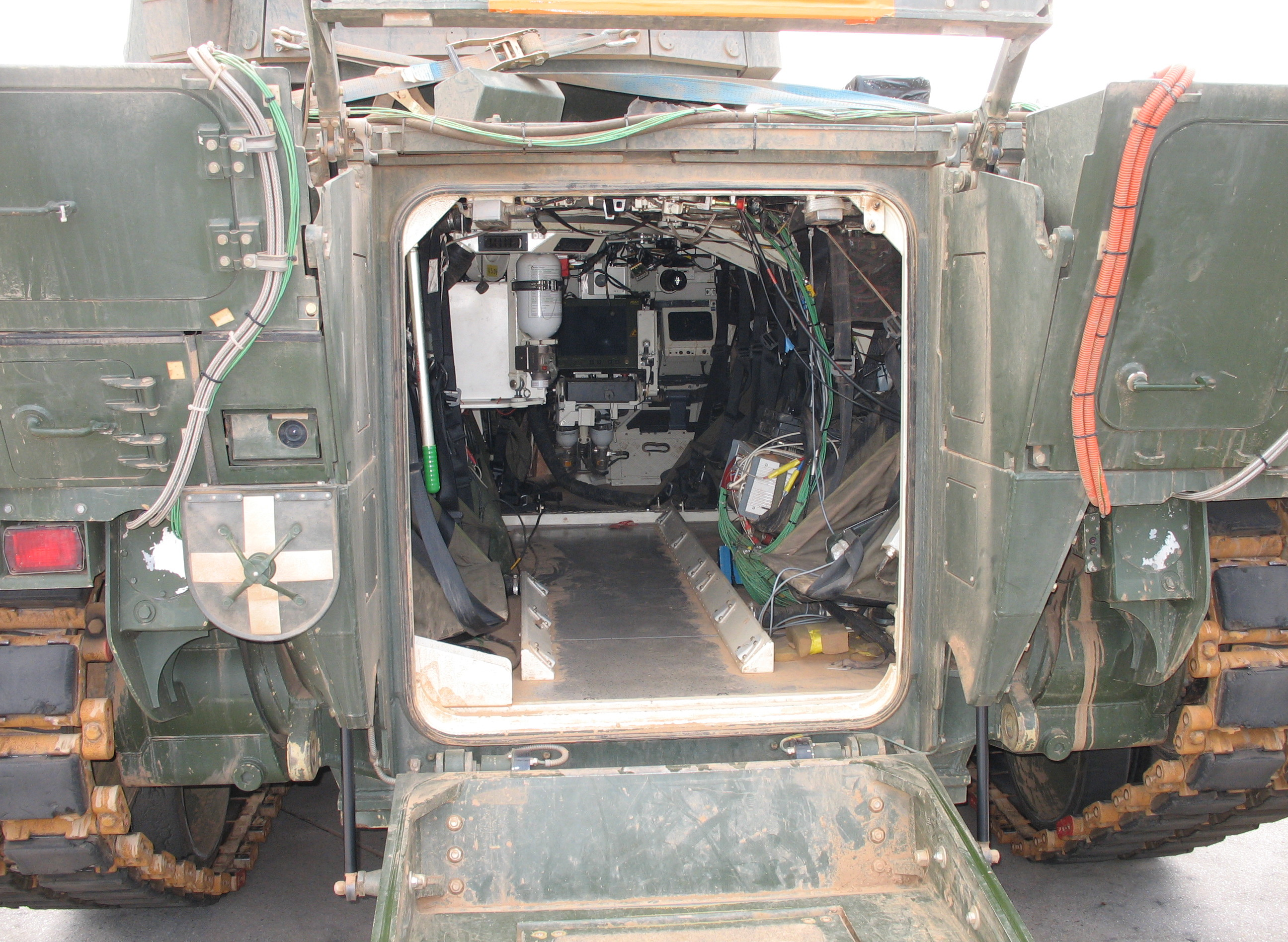
Kampfraum des Mobilitätsversuchfahrzeugs VS2

Die Ursprünge des Puma reichen bis in das Jahr 1996 zurück. Er basiert auf dem Projekt Neue Gepanzerte Plattform (NGP), das eine Universalplattform für verschiedene Waffensysteme vorsah. Da hierbei der Schützenpanzer über den gleichen Panzerschutz wie der Kampfpanzer verfügen sollte, zeigten erste Konzeptstudien für den NGP-SPz ein Gefechtsgewicht von 55 bis 72 Tonnen auf. Durch die angespannte Haushaltslage war aber bereits 1998 absehbar, dass eine parallele Entwicklung von drei Systemen (KPz, SPz, FlaPz) nicht realisierbar wäre. So wurde am 26. Februar 1998 die Weiterentwicklung des Schützenpanzers beschlossen und das taktische Konzept Neuer Schützenpanzer (NeSPz) genehmigt, welcher zeitweise unter den Projektnamen Panther und Igel geführt wurde.
Die Lage änderte sich vollkommen, als nach den Terroranschlägen am 11. September 2001 Streitkräfte mit Fähigkeit zur Luftverlegbarkeit bevorzugt wurden. Durch die Forderung nach Lufttransportierbarkeit des neuen Schützenpanzers im Airbus A400M wurde das Lufttransportgewicht auf 32 Tonnen festgesetzt. Trotzdem wurde an den Planungen für einen neuen Schützenpanzer festgehalten. Nachdem die Beschaffung eines kampfwertgesteigerten Combat Vehicle 90 verworfen worden war, konnte schließlich nach mehreren Krisensitzungen im Herbst 2002 der Entwicklungsvertrag für einen in Deutschland entwickelten Schützenpanzer abgeschlossen werden. Die Ausführung erfolgt durch die Projekt System & Management GmbH (ursprünglich PANTHER System & Management GmbH), ein Gemeinschaftsunternehmen von KNDS Deutschland (ehemals KMW) und RLS. Der Vertrag umfasste die Lieferung eines Gesamtsystemdemonstrators (GSD) im Dezember 2005. Neben dem GSD sind im Vertrag drei Teilsystemdemonstratoren (TSD) für Waffen/Munition sowie Mobilität und Schutz enthalten. Sie dienten als Nachweis der Erfüllbarkeit des Projektes gegenüber dem damaligen Bundesamt für Wehrtechnik und Beschaffung (BWB, später aufgegangen im Bundesamt für Ausrüstung, Informationstechnik und Nutzung der Bundeswehr, BAAINBw).
Im Dezember 2004 unterschrieb das BWB einen Vertrag zur Lieferung von fünf vorgezogenen Vorserienfahrzeugen mit einer Option für 405 weitere Schützenpanzer. Die Vorserienfahrzeuge wurden planmäßig im Jahr 2006 geliefert. Sie wurden genutzt, um an den Wehrtechnischen Dienststellen des BWB die Tauglichkeit des Systems nachzuweisen sowie Schwachstellen aufzudecken.
Die Option sollte am 8. November 2007 bestätigt werden, verschob sich jedoch aufgrund technischer Probleme in das Jahr 2009. So wurden im 6. Sachstandsbericht zum Vorhaben Schützenpanzer (SPz) PUMA des Bundesministerium der Verteidigung vom 6. Mai 2009 Probleme mit dem Antriebsstrang und dem Laufwerk gemeldet. Trotz erheblicher Bedenken des Bundesrechnungshofes genehmigte der Haushaltsausschuss des Bundestages die Bestellung der Schützenpanzer und der Vertrag wurde Anfang Juli 2009 unterschrieben. Insgesamt wurden 405 Stück zu einem Gesamtpreis von 3,1 Milliarden Euro bestellt. Am 11. Juli 2012 wurde ein Änderungsvertrag zwischen Herstellern und dem BMVg geschlossen, der eine Reduzierung der Stückzahl auf 350 vorsieht. Der Gesamtpreis für den Schützenpanzer Puma hat sich seit der ersten parlamentarischen Befassung fast verdoppelt. „Für die Herstellung der vollständigen Einsatzreife der 350 Schützenpanzer Puma sind derzeit 5,989 Milliarden Euro eingeplant“, teilte das Verteidigungsministerium auf eine Anfrage des Linken-Abgeordneten Matthias Höhn mit.
Aufgrund der technischen Probleme war jedoch zunächst nur geplant, bis 2012 zehn Puma auszuliefern, an denen die Einsatzfähigkeit getestet und gegebenenfalls verbessert werden sollte. Am 6. Dezember 2010 wurden die ersten beiden Serienfahrzeuge des Puma an das zuständige Bundesamt für Wehrtechnik und Beschaffung zur Nachweisführung übergeben. Der Abschluss der Auslieferung wurde für das Jahr 2020 geplant. Nach Beseitigung einiger Mängel wurde der Panzer erneut getestet. So wurde unter anderem die Fernmeldeanlage in der WTD 41 in Trier und der WTD 81 in Greding überprüft.
Am 13. April 2015 wurde durch den Inspekteur des Heeres die formale Übernahme des Schützenpanzers erklärt, worauf am 17. April 2015 durch das Bundesamt für Ausrüstung, Informationstechnik und Nutzung der Bundeswehr die „Genehmigung zu Nutzung“ erteilt wurde. Am Ausbildungszentrum in Munster wurden bis Ende des Jahres 2015 die zukünftigen Ausbilder des Waffensystems geschult. Hierfür standen zunächst sieben Fahrzeuge zur Verfügung, die in den folgenden Monaten durch weitere Schützenpanzer ergänzt wurden. Im Anschluss folgen die dreimonatigen Lehrgänge für die Erstausbildung der Panzergrenadierkompanien.
Im Juni 2019 wurde durch das BMVg die Beschaffung eines zweiten Bauloses mit 210 Fahrzeugen bekanntgegeben. Im Rahmen des Aufwuchses der Panzergrenadiere und der aufgabenorientierten Ausstattung mit gepanzerten Fahrzeugen war im Vorfeld die Nutzungsdauerverlängerung des Schützenpanzers Marder bis mindestens 2025 vorgesehen. Gleichzeitig wurden Alternativen untersucht: weitere Puma, eine weitere Kampfwertsteigerung des Marders und die Beschaffung des GTK Boxer in einer SPz-Variante. Das Heer hatte sich im Vorfeld nach Abwägung von Kosten und Aufwand für den Puma ausgesprochen.
Der Bundeswehr-Bericht vom 18. März 2021 besagt, dass während der Einsatzprüfung im Juli 2020 am Schützenpanzer Puma teilweise erhebliche Mängel festgestellt wurden. Somit sei das Waffensystem für die VJTF (Very High Readiness Joint Task Force) der NATO-Speerspitze nicht verantwortbar und der Puma nicht einsatzfähig. Während der erneuten Einsatzprüfung im Februar 2021 wurde die Taktische Gefechtstauglichkeit für das System Panzergrenadier und Puma VJTF festgestellt, wodurch die Voraussetzung für die Entscheidung zum Einsatz des Systems 2023 im Rahmen der NRF (NATO Response Force) 2022 bis 2024 gegeben sei. Hierfür würden 40 SPz Puma auf Stand VJTF benötigt. Insgesamt sollen 266 SPz Puma aus einem Bestand von knapp 350 SPz Puma auf Stand VJTF gebracht werden, um eine komplette Heeresdivision (5 Panzergrenadier-Bataillone) inklusive Fahrschul-Fahrzeuge ausstatten zu können durch modifizierte und somit einsatzfähige Pumas auf Stand VJTF. Am 14. Dezember 2022 billigte der Haushaltsausschuss des Bundestages rund eine Milliarde Euro für eine konsolidierte Nachrüstung von Teilen des Bundeswehrbestandes. In der Vorbereitung war zu diesem Zeitpunkt außerdem die Beschaffung eines 2. Loses im Umfang von 50 Exemplaren. Bei einem Manöver im Dezember 2022 war allerdings nach einigen Tagen wegen aufgetretener Defekte u. a. in Turm und Elektrik keiner der 18 eingesetzten Pumas mehr einsatzbereit. Als Folge davon wurde die Beschaffung des 2. Loses vorerst auf Eis gelegt.

### Puma als Plattform
Im Gegensatz zum NGP-Projekt ist der Puma nicht dafür konzipiert, eine modular aufgebaute Fahrzeugfamilie zu schaffen. Aufgrund des Frontmotors und eines Innenraumvolumens von 10 m³ könnten auf Basis des Puma aber auch andere Gefechtsfahrzeuge verwirklicht werden. So ist nach dem neuen Beschaffungsplan der Bundeswehr eine weitere Nutzung als Berge-, Transport- oder Flugabwehrpanzer möglich.
Ein von SAIC geführtes Konsortium hatte im US-amerikanischen Rüstungsprogramm GCV IFV ein auf dem Puma basierendes Fahrzeug angeboten. Das GCV-Gefechtsfahrzeug war für eine Besatzung von insgesamt zwölf Soldaten ausgelegt und sollte wie der NGP-SPz über ein Gesamtgewicht von rund 50 Tonnen verfügen, mit einem Aufwuchspotential auf mehr als 60 Tonnen. Als Bewaffnung war ein unbemannter Turm mit einer 40-mm-Maschinenkanone vom Typ MK44 mit „Super 40“-Patronen und ein achsparalleles 7,62-mm-MG vorgesehen. Der Fertigungsstandort sollte in den Vereinigten Staaten sein. Nach der Ablehnung des Konzeptes reichte SAIC beim Government Accountability Office Klage ein, welche aber 2011 als unberechtigt abgewiesen wurde.
Das Getriebe und die Gleisketten des Puma sollen auch im britischen Future Rapid Effect System verwendet werden.

### Beteiligte Unternehmen
Neben KNDS Deutschland/Krauss-Maffei Wegmann und Rheinmetall Landsysteme als Hauptauftragnehmer arbeitet eine Reihe weiterer Unternehmen an dem Projekt. Hierzu gehören unter anderem Autoflug (Sitze, Kraftstoffanlage), Diehl Remscheid (Gleisketten, Triebkränze), Dräger Safety (ABC-Schutzanlage), ESW (Generator, Bordnetzversorgung, elektrische Lüfter, Waffenrichtanlage), Heckler und Koch, Kidde Deugra Löschsysteme, MTU Friedrichshafen (Triebwerk), Contraves, Renk (Getriebe), Rexxon (Klimaanlage), Schleifring und Apparatebau und Hensoldt Optronics (ehemals Cassidian Optronics bzw. Carl Zeiss Optronics) (Optiken).

## Überblick

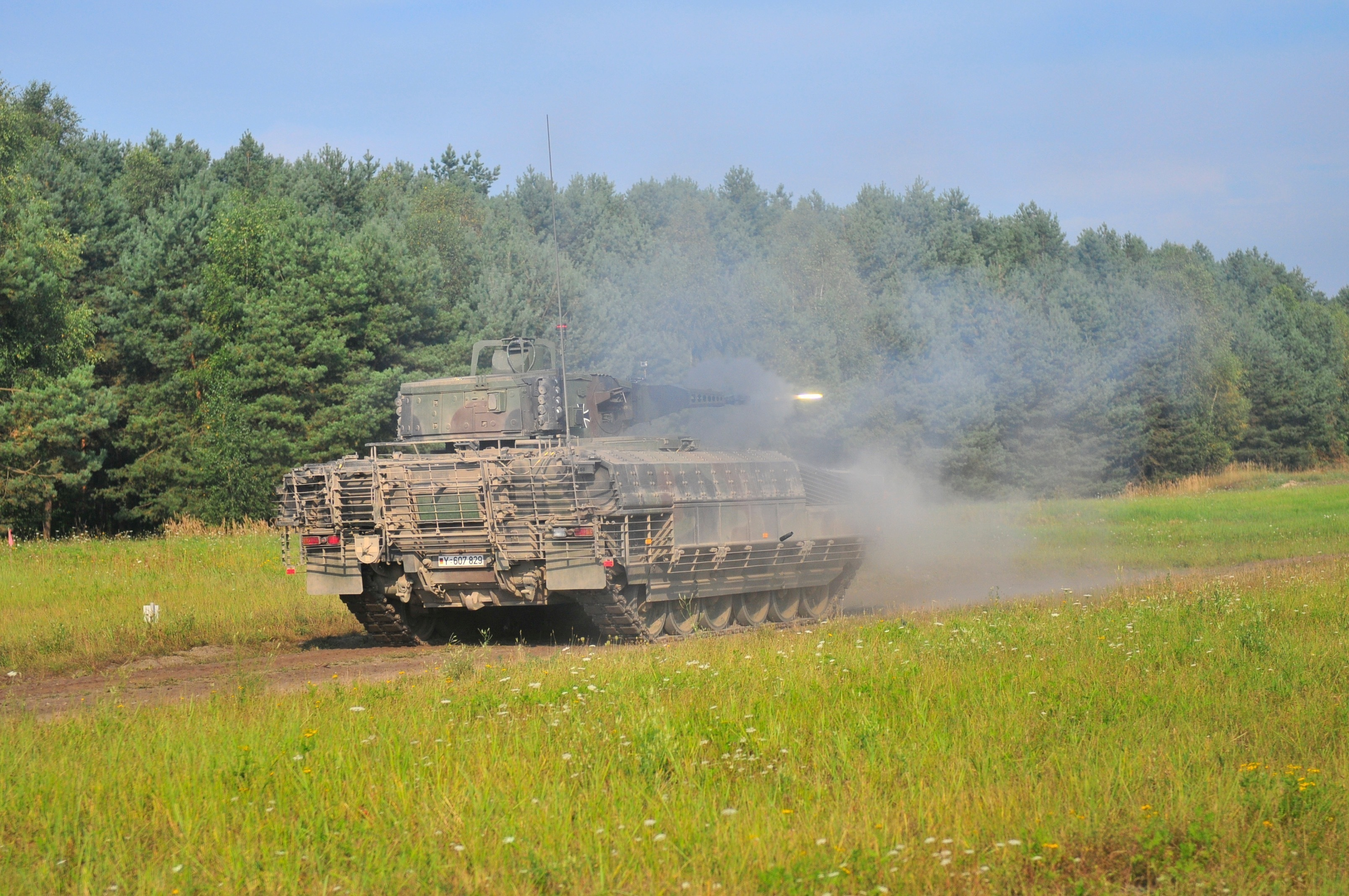
4./Panzergrenadierbataillon 33 mit Schützenpanzer Puma (2016)

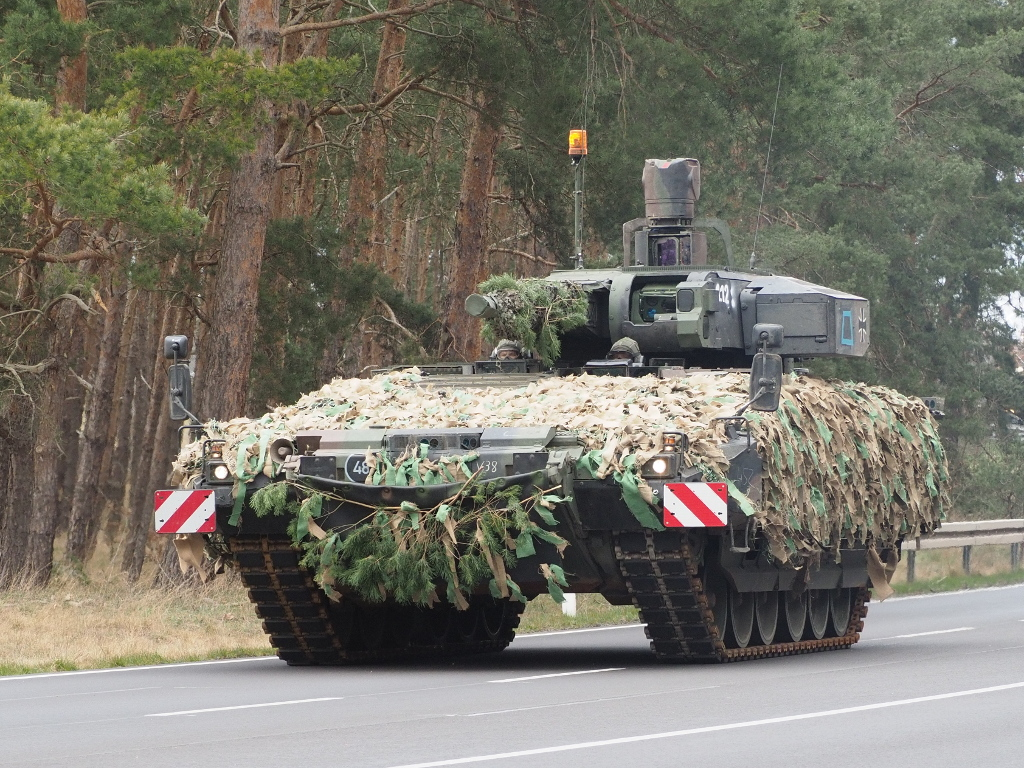
Puma der PzGrenBrig 37 in der Konfiguration VJTF (2022)

Der Puma ist ein Schützenpanzer mit einem fernbedienbaren und besatzungslosen Turm, der in seiner Grundausstattung mit dem taktischen Lufttransportfahrzeug der Bundeswehr, dem Airbus A400M, luftverladbar ist. Die Besatzung besteht aus neun Personen, die in einem durchgängigen Kampfraum untergebracht sind. Sie unterteilt sich in einen aus sechs Soldaten bestehenden Schützentrupp und eine feste Fahrzeugbesatzung aus Gruppenführer (GrpFhr), Truppführer-Waffensystem (TrpFhrWaSys) und Fahrer (MKF). Der Schützentrupp besteht aus dem Truppführer und fünf Schützen (MG-Schütze, Panzerfaustschütze, Gruppenzielfernrohrschütze und zwei weiteren Panzergrenadieren). In Ausnahmefällen erhöht sich die Absitzstärke mit dem Gruppenführer auf sieben. Das Fahrzeug wird dann vom Truppführer-Waffensystem (Richtschütze) geführt.
Im Fahrzeug sitzt der Fahrer vorne links und hinter ihm der Richtschütze. Dieser bedient die Waffenanlage und sitzt vor dem Drehträger des Turmes. Schleifringe übertragen die Steuersignale. Der Gruppenführer sitzt rechts neben dem Richtschützen und verfügt über eine eigene Schiebeluke. Er unterstützt den Fahrer beim Führen des Panzers im Straßenverkehr. Aufgrund der asymmetrischen Anordnung des Turmes auf der linken Fahrzeugseite hat der Gruppenführer direkte Sicht auf die Soldaten im hinteren Kampfraum und zum Truppführer.
Im Gegensatz zum Schützenpanzer Marder sitzen sich die Schützentruppsoldaten gegenüber mit dem Rücken zu den Außenwänden. Dabei sitzen vier Soldaten auf der rechten und zwei Soldaten auf der linken Seite. Ein zentrales Regal unter dem Turm dient als Stauraum für die Ausrüstung. Als Brandschutz verfügt der Kampfraum über eine Brandunterdrückungsanlage (BUA). Ausgestattet mit Infrarot-Detektoren löscht die Anlage auftretende Brände in 150 Millisekunden. Das gasförmige Löschmittel DeuGen-N ist laut Hersteller gesundheitlich unbedenklich. Die gesamte Inneneinrichtung ist „minensicher“ ausgeführt und hat keinen Kontakt zum Boden der Wanne.
Ein geplanter Kampfstand für zwei Soldaten in der teilgeöffneten Heckklappe wurde wegen der erhöhten Selbstgefährdung verworfen. Die konventionell ausgelegte Heckklappe führte zu einer Vergrößerung des Innenraums und ermöglichte eine Zwei-Mann-Klappluke auf dem Dach sowie eine Verbesserung des Schutzes im Heckbereich. Der Truppführer verfügt über eine eigene Schiebeluke. In der Heckklappe befindet sich ein Fenster aus Panzerglas, welches auf der Innenseite von einer Tür aus Stahlblech abgedeckt wird.
Neben dem Einsatz bei den Panzergrenadieren findet der Puma zudem als Ausbildungs- und Schulungsfahrzeug Verwendung. Die Möglichkeit als Plattform für die Joint Fire Support Teams (JFST) – als Systemverbund aus Artilleriebeobachtern, vorgeschobenen Beobachtern der Mörser sowie Fliegerleitoffizieren der Luftwaffe – der mechanisierten Kräfte wurde zugunsten des GTK Boxer verworfen. Die Aufgabe dieser Teams ist es, im Rahmen der Streitkräftegemeinsamen Taktischen Feuerunterstützung das Feuer der Artillerie, Mörser und der Luftnahunterstützung ins Ziel zu lenken.

## Technik

### Antrieb und Laufwerk

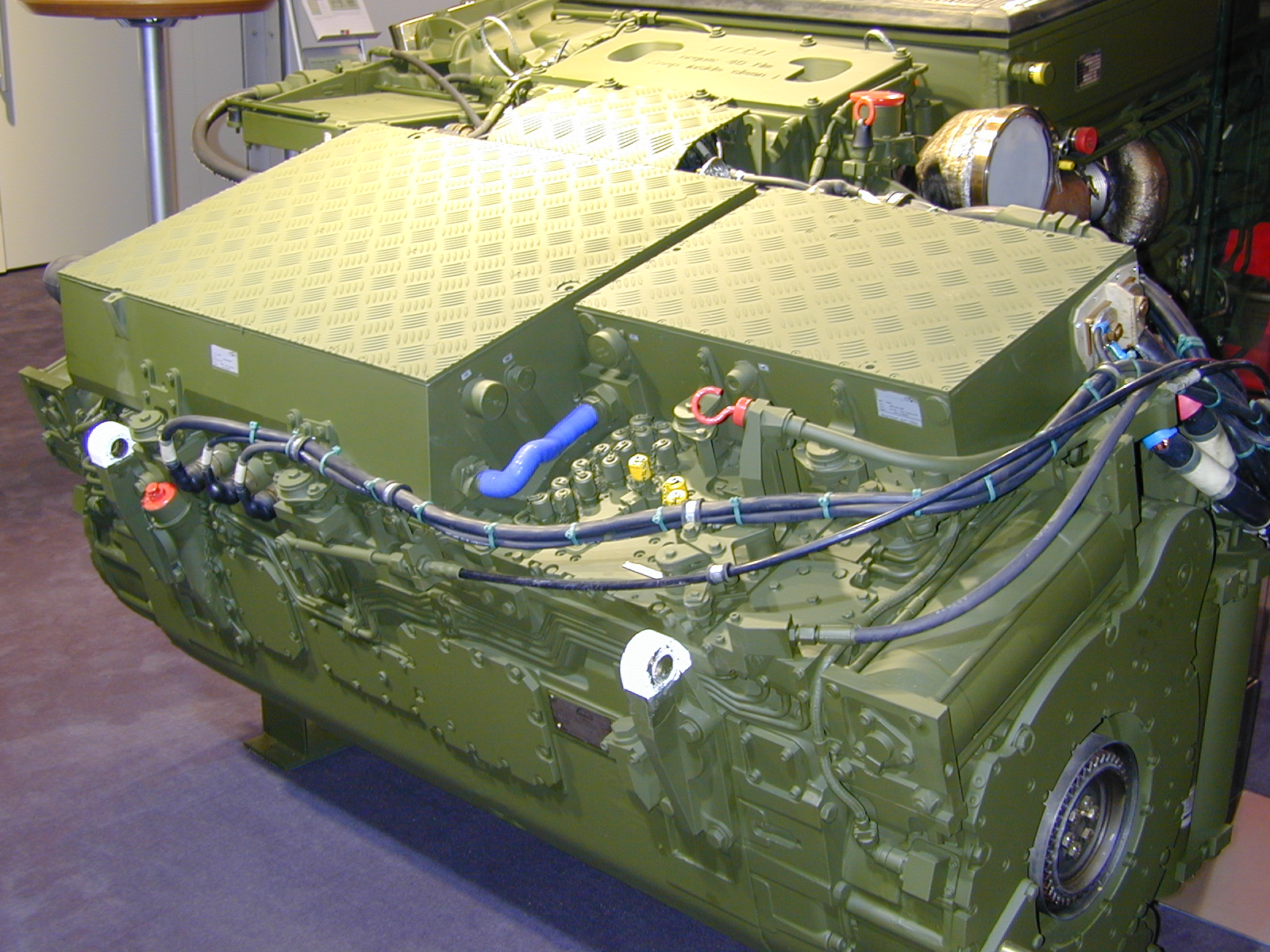
Puma-Triebwerk. Im Vordergrund das Sechsgang-Getriebe HSWL 256.

Durch ein 10-Zylinder-Kompaktdieseltriebwerk von MTU Friedrichshafen mit 800 kW Leistung und das Sechsgang-Getriebe HSWL 256 mit elektrohydraulischer adaptiver Steuerung von Renk soll eine mit dem Kampfpanzer Leopard 2 vergleichbare Mobilität erreicht werden. Die Kühlergrätings wurden auf die obere Bugplatte verlegt. Das Triebwerk, dessen Einbauform einem L gleicht, befindet sich rechts vom Fahrer, das Lenkschaltgetriebe ist quer vor ihm eingebaut.
Erstmals in einem Panzer der Bundeswehr verfügt der Motor über einen Schwungrad-Starter-Generator mit einer zentralen Leistungselektronik mit rund 170 kW Nennleistung zur Versorgung der zwei elektrischen Kühlerventilatoren sowie dem Antrieb des Kältemittelkompressors in der Klimaanlage. Das 24-V-Bordnetz wird aus der Leistungselektronik über einen bidirektionalen Wandler mit bis zu 800 A gespeist, über den auch der Dieselmotor aus der Fahrzeugbatterie gestartet wird.
Zum Brandschutz verfügt der Motorraum über eine Feuerlöschanlage des Unternehmens Kidde Deugra Brandschutzsysteme.
Eine weitere Neuheit gegenüber dem Marder ist das von KNDS Deutschland gefertigte entkoppelte hydropneumatische Stützrollenlaufwerk. So ist das gesamte Fahrwerk nur über Gummielemente mit der Fahrzeugwanne verbunden. Dies verringert den Körperschallpegel von 120 dBA auf rund 96 dBA und ermöglicht dadurch der Besatzung einen längeren Aufenthalt im Fahrzeug. Die Federung wird mit so genannten „Hydrops“ (hydropneumatische Federn) realisiert, die mit komprimierbarem Gas die Federkraft erzeugen. Ein Temperatureffekt-Kompensationssystem verhindert Auswirkungen der Temperaturänderungen in den Gasfedern auf die Laufwerkseigenschaften. Im Gegensatz zu einer Drehstabfederung ist diese Bauweise kompakt und benötigt keinen Raum am Fahrzeugboden. Ebenso wird die Bodenfreiheit bei konstant 450 mm gehalten, unabhängig von der Schutzstufe. Darüber hinaus befinden sich in den Laufwerksträgern die Hauptkraftstofftanks. Ein zentraler Entnahmetank sorgt für eine kontinuierliche Kraftstoffversorgung.
Als Gleiskette verwendet der Puma eine Stahl-Rohrkörperkonstruktion mit Gummilagerung und Gummilaufpolster von KNDS Deutschland Tracks GmbH. Aufgrund der Anforderung des Lufttransports ist die Leichtgewichtskette DLT 464D um 40 % leichter als die Gleiskette des Leopard 1, besitzt aber die gleiche Widerstandsfähigkeit. Ursprünglich mit nur fünf Laufrollenpaaren je Seite geplant, wurde während der Fahrversuche deutlich, dass sechs Laufrollen notwendig sind.

### Schutz
Die Panzerung des Puma ist modular aufgebaut, er verfügt über zwei Schutzstufen. Er wurde so konzipiert, dass er mit der Panzerung der Schutzstufe A (airportable) mit dem militärischen Transportflugzeug Airbus A400M luftverlegbar ist. Um das geforderte taktische Lufttransportgewicht von 31,45 t nicht zu überschreiten, ist die mitgeführte Ausrüstung auf 1 t begrenzt. In Schutzstufe A ist er frontal gegen Panzerabwehrhand- (beispielsweise die RPG-7) und Mittelkaliberwaffen (30 mm), rundherum gegen Artilleriesplitter sowie gegen schwere Blast- und projektilbildende Minen (10 kg) geschützt.
Die Schutzstufe C (combat) wird mit modular anzubringenden Zusatzpanzerungen erreicht, diese umfassen den Turm-, Bomblet-, Minen- und Frontschutz. Die Panzerung verstärkt den Schutz an den Seiten und am Dach. Hierdurch wird er gegen Panzerabwehrhand- und Mittelkaliberwaffen sowie Bomblets geschützt. Gegenüber dem Vorserienmodell sind die Serienfahrzeuge in Schutzstufe C mit einer Reaktivpanzerung (ERA) von Dynamit Nobel Defence ausgestattet. Weitere Seitenschürzen verdecken bis zur Mitte der Laufrollen das Laufwerk. Insgesamt wurden 342 Sätze von der Bundeswehr beschafft. Das Gewicht pro Satz beträgt 1 t und enthält 500 kg Sprengstoff. Die Montagezeit wird mit 3 bis 4 Stunden angegeben.
Die ursprünglich geplante Schutzstufe B (Bahntransport) entfiel, da der Puma auch in Schutzstufe C das Bahnverlademaß einhält. Der Puma hat eine ABC-Sammelschutzanlage von Dräger, zusätzlich ist ein AC-Sensor integriert. Die Abgase werden mit Frischluft vermischt und nach links auf Höhe des Fahrwerkes ausgestoßen, um die Infrarotsignatur zu reduzieren. Weitere Infrarotreduzierung wird durch einen Tarnanstrich erreicht.
Der Puma wird auch mit einem Softkill-System von EADS ausgerüstet. Dieses multifunktionale Selbstschutz-System (MUSS) erkennt anfliegende Raketen und stört deren Lenksensorik. Laut PSM kann auch ein Hardkill-Systems installiert werden.

### Kommunikation
Das Fahrzeug ist mit einer Bordsprechverkehr (BV)- und einer Funkanlage ausgerüstet. Diese enthält die BV-Anlage Thales SOTAS IP und eine Funkanlage mit einem SEM 80/90 (VHF) sowie einem HRM 7400 (HF). Zur Informationsverarbeitung ist der Schützenpanzer mit einem Führungs- und Waffeneinsatzsystem (FüWES) ausgestattet. Das System soll Freund-Feind-Erkennung und Anbindung an bestehende Systeme der Bundeswehr wie FAUST (Führungsausstattung, taktisch), das Konzept Infanterist der Zukunft oder das Führungsinformationssystem des Heeres (FüInfoSys H) ermöglichen. FüWES läuft auf dem gehärteten Fahrzeugrechner CENTURION von ATM ComputerSysteme aus Konstanz. Über einen weiteren Rechner KommServer sind die Funkgeräte angebunden. Bedient wird das FüWES über ein 15" LC-Display (MDU), welches mittig unter dem Periskop hängt und so vom Richtschützen und vom Kommandanten erreichbar ist.

### Feuerleit- und Zielausrüstung
Der Puma hatte bei seiner Vorführung eine turmunabhängige stabilisierte Hauptoptik (PERI, RTWL-B) für den Gruppen- und Truppführer sowie eine extra geschützte stabilisierte Waffenoptik (WAO) für den Richtschützen. Die beiden von Hensoldt Optronics gefertigten Systeme verfügen über einen Tagsichtkanal, Wärmebildgerät ATTICA und Laserentfernungsmesser LDM 38. Bilder der Hauptoptik können mit einer CCD-Kamera auf zwei Bildschirme für den Gruppen- und Truppführer angezeigt werden. Das Periskop besitzt insgesamt vier Sehfelder. Für den Einsatz in bebautem Gelände und im Nahbereich verfügt der Gruppenführer über ein Sehfeld von 60° × 45°. Zum Beobachten, Zielen und Identifizieren sind drei weitere Sehfelder mit bis zu 16-facher Vergrößerung verfügbar. Neben der digitalen Ausgabe verfügt die Optik ebenfalls über einen optischen Kanal inklusive Laserschutz für die Augen. Der zur Entfernungsermittlung eingesetzte Nd:YAG-Laser misst Entfernungen bis 40 Kilometer auf 5 Meter genau, wobei Entfernungen ab 200 Metern berücksichtigt werden. Bei Mehrfachechos kann zwischen Erst- und Letztechoverwertung gewählt werden. Darüber hinaus werden dem Beobachter bei Tag- oder Nachtsicht Informationen über Turmstellung, Entfernung, Zielmarke, Navigations- und Systemdaten eingeblendet. Aufgrund der digitalen Signalverarbeitung ist das gesamte System netzwerktauglich, was eine Anbindung an bestehende Systeme der Bundeswehr ermöglicht. Die Waffenoptik in Verbindung mit der Feuerleitanlage des Puma ermöglicht dem Schützen eine Bekämpfung von Zielen während der Fahrt. Insgesamt verfügt die WAO über eine Tagsicht-CCD-Kamera mit Zoomobjektiv und drei Sehfeldern, entsprechend den taktischen Anforderungen. Der Fahrer ist mit einem Nachtsichtgerät ausgestattet und hat einen Bildschirm für die Rückwärtskamera.

## Bewaffnung
Die Bewaffnung des Schützenpanzers besteht aus einer Primär- und Sekundärbewaffnung, darunter eine Nebelmittel- und eine Sprengkörperwurfanlage. Bordmaschinenkanone und Maschinengewehr sind dabei im vollständig automatisierten Turm untergebracht. Sensoren und Aktoren überwachen die Funktion und den Ladezustand der Hauptwaffe.
Eine Neuerung gegenüber dem Marder ist die Stabilisierung der Waffe und die „Hunter-Killer-Fähigkeit“, bekannt von den Kampfpanzern. Klärt der Kommandant mit seinem Periskop einen Gegner auf, übergibt er das Ziel an den Richtschützen. Der Turm richtet sich darauf automatisch auf das Ziel aus und der Richtschütze kann es bekämpfen, während der Kommandant nach weiteren Zielen sucht.

### Primärbewaffnung

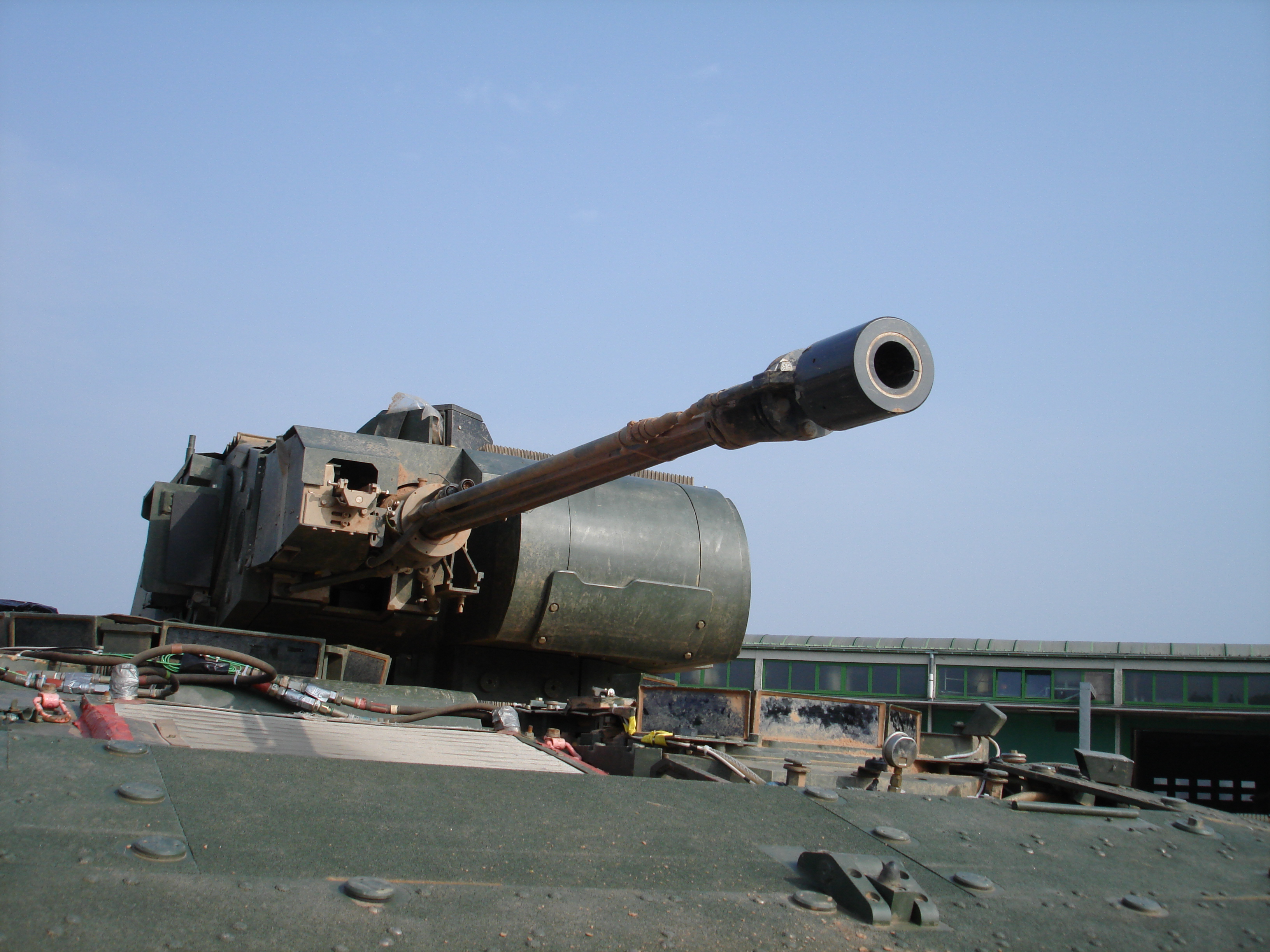
Die MK 30-2/ABM auf dem Versuchsfahrzeug VS-2 Mobilität der WTD 41. Hier ist das MG4 nicht eingerüstet, außerdem fehlt noch die Rohrabstützung.

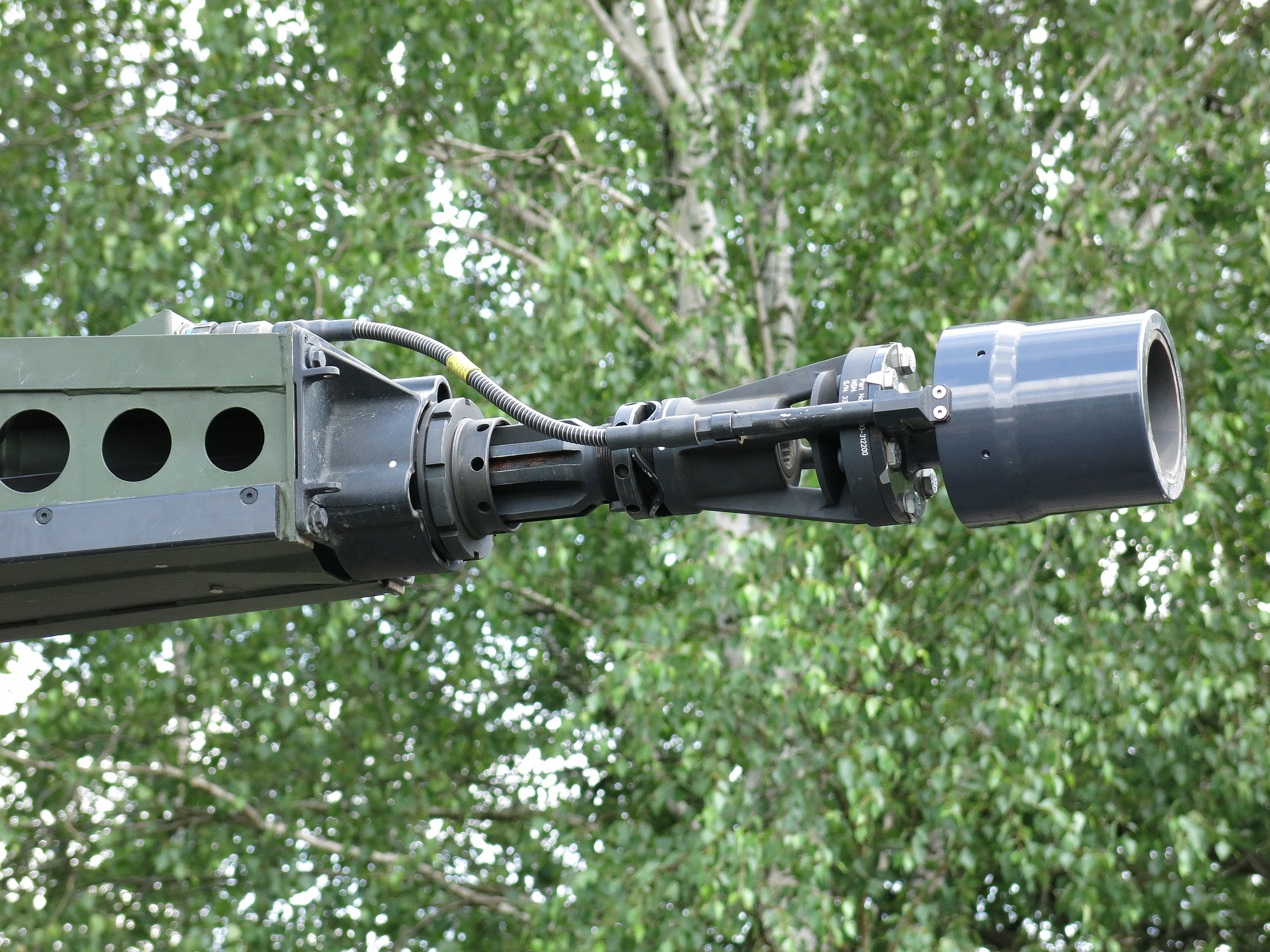
Die Messbasis an der Rohrmündung der Hauptwaffe

Die Hauptbewaffnung ist eine 30-mm-Bordmaschinenkanone des Typs MK 30-2/ABM, gefertigt von Rheinmetall, die außermittig rechts im ferngesteuerten Turm eingebaut ist. Sie ist eine Weiterentwicklung der MK30-2, die schon im österreichischen Schützenpanzer Ulan und im spanischen Pizarro Verwendung findet. Mit der Maschinenkanone können gepanzerte Fahrzeuge bis zu einer Entfernung von 2000 Metern und mit der Air-Burst-Munition (ABM) bis zu 3000 Metern bekämpft werden. Die Waffe kann sowohl in Einzel- als auch in schnellem Serienfeuer (200 Schuss/min.) abgefeuert werden. Sie wiegt 198 Kilogramm und besteht aus Waffengehäuse, Rohr, Doppelgurtzuführer (DGZ) und Rücklaufvorrichtung. Wegen der thermischen Belastungen sind das gezogene Innenrohr und das Patronenlager verchromt. Der Höhenrichtbereich beträgt −10° bis +45°.
Neben panzerbrechenden APFSDS-T-Geschossen (Pfeilwuchtgeschoss mit Leuchtspur) besteht auch die Möglichkeit, eine spezielle KETF-Munition (Kinetic Energy Time Fuze), die auch unter der Bezeichnung AHEAD-Munition bekannt ist, zu verschießen. Gefertigt wird diese Air-Burst-Munition von RWM Schweiz, die wie der Hersteller der Mündungsbremse mit Messbasis (Oerlikon Contraves), eine Tochtergesellschaft von Rheinmetall Defence ist. Die Munition erlaubt den Einsatz gegen Schützenpanzer, Hubschrauber, Infanterie und befestigte Stellungen. Die Wirkung der Munition basiert auf 162 zylindrischen, je 1,24 Gramm schweren Wolfram-Subprojektilen, die – je nach Zeiteinstellung – nach einer vorberechneten Flugzeit oder vor dem Ziel ausgestoßen werden. Die einzelnen Projektile sind drallstabilisiert und fliegen in einem engen Konus dem Ziel entgegen. Die Zeiteinstellung erfolgt dabei erst beim Verlassen des Rohres in der Messbasis, nachdem die Mündungsgeschwindigkeit gemessen wurde.
Der gesamte Munitionsvorrat beträgt 400 Patronen. Ein Schneckenmagazin mit 200 Patronen ist im Turmheck untergebracht. Ist der Hauptvorrat verschossen, kann von oben manuell die Reserve nachgeladen werden. Ein Beladen aus dem Inneren ist nicht möglich. Durch den Doppelgurtzuführer der Maschinenkanone können beide Munitionssorten im direkten Wechsel verschossen werden. In der Serienkonfiguration umgibt die Kanone eine Rohrabstützung, welche die Trefferwahrscheinlichkeit bei Eigen- und Zielbewegung erhöht.

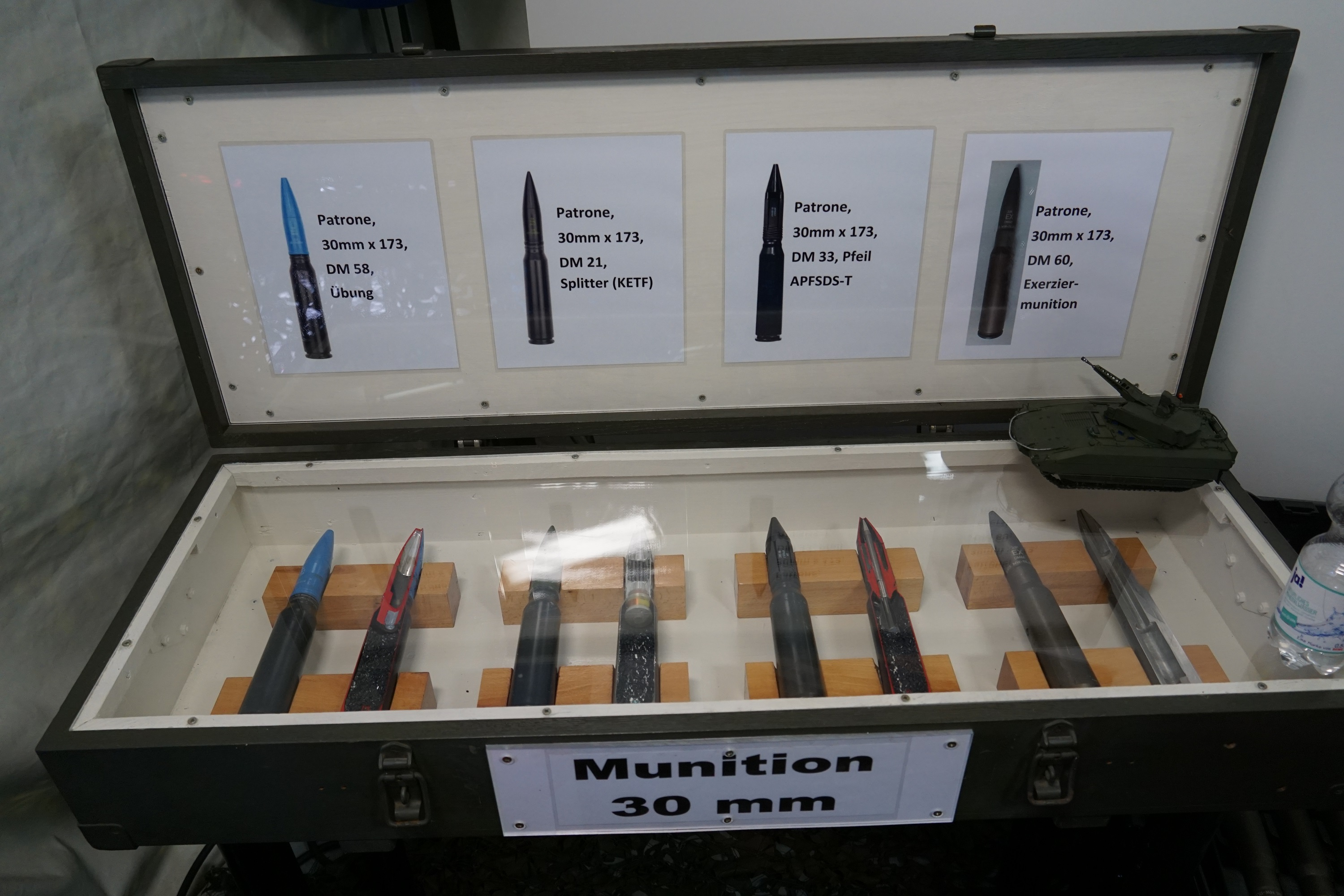
30-mm-Munition für den Schützenpanzer PUMA

### Sekundärbewaffnung
Die Sekundärbewaffnung besteht aus dem MG4 im Kaliber 5,56 Millimeter. Es ist achsparallel angeordnet und befindet sich, bedingt durch den Hülsenauswurf nach rechts und die Munitionszuführung von links, rechts von der Hauptwaffe. Im Gegensatz zur Infanterieversion fehlen diesem Turmmaschinengewehr (TMG) die Schulterstütze, das Zweibein und die Visiereinrichtung. Die maximale Kampfentfernung ist mit 1000 Metern angegeben. Der Munitionsvorrat beträgt 1000 Patronen plus 1000 Patronen Reserve.
Zur Verteidigung im Nahbereich (50 Meter) verfügt der Puma über eine Sprengkörperwurfanlage (SKWA) im Kaliber 76 Millimeter. Diese ist hinten links auf dem Fahrzeug montiert und hat einen Schwenkbereich von 90° um das Fahrzeugheck. Die Bedienung erfolgt durch den Truppführer.
Die Nebelmittelwurfanlage basiert auf eingeführten Systemen. So sind jeweils zwei Gruppen mit je vier Wurfbechern am Turmheck angeordnet und können einzeln oder gemeinsam ausgelöst werden.

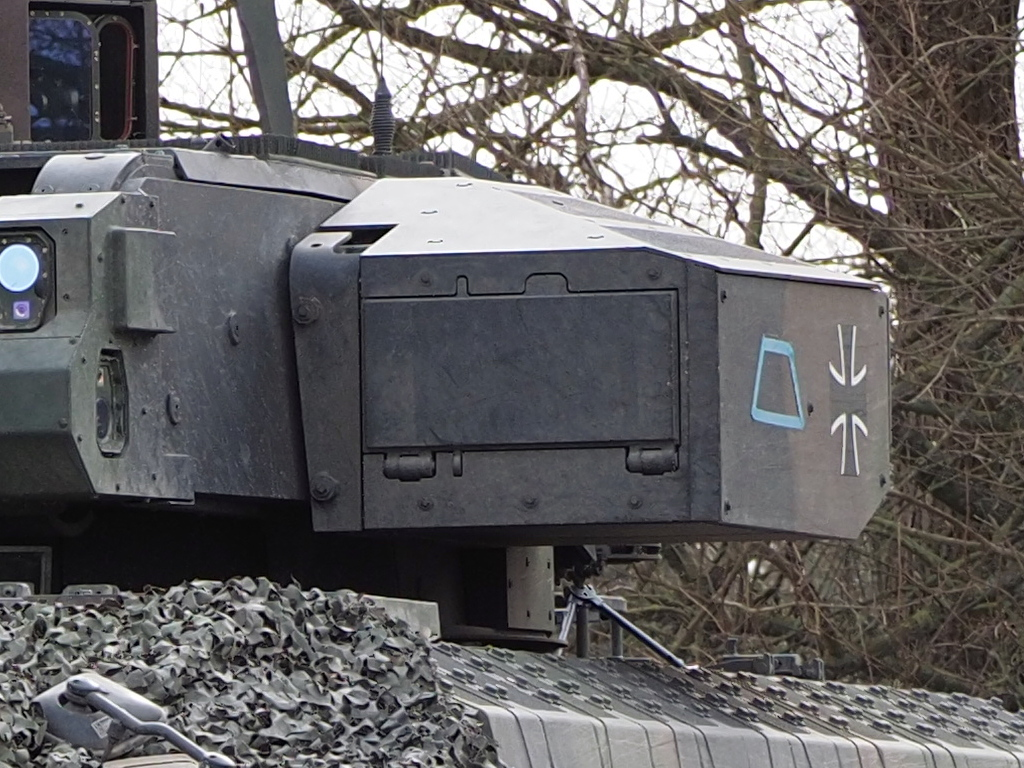
Doppelstartbehälter für Spike-LR

Zur Panzer- und Hubschrauberabwehr wird der Puma im deutschen Heer mit dem Lenkflugkörper Spike-LR des deutsch-israelischen Rüstungskonsortiums EuroSpike GmbH ausgerüstet. Als Startgerät dient die Waffenanlage MELLS (Mehrrollenfähiges Leichtes Lenkflugkörper-System) aus dem Beschaffungsvorhaben für die Infanterie. Diese wird seitlich am Turm adaptiert und bietet Platz für zwei Lenkflugkörper.

## Kritik und Probleme
Das Fahrzeug gilt zwar als hochmodern, ist jedoch einer großen zeitlichen Verzögerung und hoher Kostensteigerung unterworfen. Aufgrund vieler technischer Mängel und erforderlicher Nachrüstungen wurde 2017 mit einer vollen Einsatzbereitschaft inoffiziell nicht vor dem Jahr 2030 gerechnet. Hauptkritikpunkte im Jahr 2015 waren die enormen Kostensteigerungen und die große Verzögerung. Viele Änderungswünsche, hohe bürokratische Vorgaben (darunter insgesamt 117 einzuhaltende gesetzliche Bestimmungen und Vorschriften) und viele erhebliche qualitative Probleme trugen dazu bei.
Bereits in den Anfangsjahren wurde das schwere Schutzkonzept des Puma wegen seines hohen Gewichtes kritisiert. Der Puma kann nur in der Schutzstufe A im militärischen Transportflugzeug Airbus A400M transportiert werden. Um für drei Pumas die Module für die Schutzstufe C (C=Combat) nachzuliefern, wird ein weiterer Flug benötigt. Hinzu kommt der Aufwand für die Montage und Demontage der Module.
Im Jahr 2013 konnte die Bundeswehr den Puma nicht in Dienst stellen, weil es Probleme mit der Elektronik, der Software, den Sichtmöglichkeiten für die Fahrer und mit dem Gewicht gab. Im Jahr 2015 drang bei den ersten an die Bundeswehr gelieferten Puma bei starkem Regen Wasser durch die Dachluke.
Kritisiert wurde die Verwendung eines achsparallelen Maschinengewehrs mit dem kleinen Kaliber 5,56 × 45 mm NATO. Dies ist bislang einzigartig. Es bringt gegenüber der üblichen Zweitbewaffnung im Kaliber 7,62 × 51 mm NATO zwar Vorteile der Munitionsstandardisierung, aber Nachteile in Schussweite und Durchschlagskraft. Es gab Überlegungen, die Pumas auf Maschinengewehre im Kaliber 7,62 mm umzurüsten, was aber nicht vor 2020 geschehen sollte.
Der Puma ist mit einem Stückpreis von etwa 17 Millionen Euro der teuerste Schützenpanzer der Welt, was allerdings auch an der Umlegung der Entwicklungskosten der ursprünglich geplanten 1000 Einheiten auf den Bestellumfang von nur 350 Exemplaren liegt. Weitere Einheiten könnten günstiger hergestellt werden. Traditionelle Kunden von Krauss-Maffei Wegmann (seit 8. April 2024 KNDS Deutschland) und Rheinmetall Landsysteme wie die niederländische Armee haben sich gegen den Puma und für das schwedische Combat Vehicle 90 (CV9035) entschieden.
Nach den schon genannten vielfältigen Änderungswünschen während der Entwicklung gab es weiterhin Verzögerungen bei der Herstellung der vollen Einsatzbereitschaft auch bei bereits ausgelieferten Pumas, so zum Beispiel bei der Integration der Panzerabwehrrakete in das Gesamtsystem. 2013 gab es eine Mängelliste mit fast 1000 Positionen, welche viele Schwachstellen in dem Projekt aufzeigte. Alleine für die Nachrüstung von nur 40 Panzern, welche ab 2023 zur Schnellen Eingreiftruppe der NATO gehören sollen, wurden 500 Millionen Euro veranschlagt. Des Weiteren gab oder gibt es teils gravierende Mängel in der Kommunikationsausstattung, bei optischen Geräten, in der Software und bei der Ersatzteilversorgung. Die Kosten aller notwendigen Nachrüstungen wurden 2017 auf bis zu vier Milliarden Euro beziffert.
Im Oktober 2019 wurde bekannt, dass die Nachrüstungskosten der 41 zur Nutzung in der Schnellen Eingreiftruppe der NATO ab 2023 vorgesehenen Pumas auf 723,5 Millionen Euro geschätzt wurden. Das Ministeriums schätzte die Wahrscheinlichkeit, die Einsatzreife dieser 41 Schützenpanzer bis 2023 herzustellen, auf 30 Prozent. Zur Gewinnung fehlender Ersatzteile müsse man sie anderen Pumas entnehmen.
Im Juli 2021 bestätigten die Hersteller einen Nachrüstauftrag für die Panzer in zwei Chargen. Um einen einheitlichen Konstruktionsstand zu erreichen, wurden für die Ertüchtigung von 154 Fahrzeugen eine Milliarde Euro investiert. Für weitere 143 Panzer sei eine Option für 820 Millionen Euro vereinbart. Dies erhöhe die Gesamtkosten für das Projekt um weitere zwei Milliarden Euro. Der Haushaltsausschuss des Bundestages billigte am 14. Dezember 2022 850 Millionen Euro zur Nachrüstung der ersten Charge des Puma.
Am 15. Dezember 2022 gab die für die Schnelle Eingreiftruppe im Jahr 2023 vorgesehene Panzergrenadierbrigade 37 bekannt, dass während einer zweiwöchigen Übung bei allen der 18 verwendeten Puma-Schützenpanzer gravierende (elektro)technische Defekte auftraten. Mit diesen Ausfällen sei laut Ruprecht Horst von Butler (Kommandeur der der Brigade vorgesetzten 10. Panzerdivision) nicht zu rechnen gewesen; die Puma-Schützenpanzer seien während der Übung „nicht übermäßig beansprucht“ worden. Alle 18 Puma-Panzer seien spätestens nach acht Tagen Benutzung ausgefallen. Die Hersteller des Schützenpanzers hätten schon nach früheren, kleineren Bundeswehr-Übungen mit dem Puma drei Monate benötigt, um dabei aufgetretene Defekte zu reparieren. Im Frühjahr 2022 galt weniger als die Hälfte der 350 Puma-Schützenpanzer der Bundeswehr als halbwegs einsatzbereit. Die Bundesverteidigungsministerin Christine Lambrecht stoppte daraufhin den Kauf weiterer Puma-Schützenpanzer. Bis Anfang Januar 2023 konnten die Probleme an 17 der 18 Pumas behoben werden. Laut der WirtschaftsWoche, die vom geheimen Schadensprotokoll berichtete, lasse sich die „überwiegende Zahl an Problemen […] tatsächlich durch den Mangel an ausreichend qualifiziertem Personal, fehlenden Ersatzteilen und Sonderwerkzeugen sowie Verschleiß und Verstößen gegen Bedienungs- und Wartungsvorschriften erklären.“ Ein Insider sagte, „[f]ast jeder der Fehler [habe] sofort vor Ort durch Truppeninstandsetzung der niedrigsten Materialerhaltungsstufen Eins und Zwei beseitigt werden können“; lediglich der Kabelbrand an einem der Panzer sei als „schwerer Fehler“ eingestuft worden.
Nach dem Eklat um 18 bei einer Übung im Dezember 2022 ausgefallene Puma-Panzer waren nach Reparaturen laut Süddeutscher Zeitung im Januar 2023 wieder 41 der 350 Puma-Schützenpanzer „kriegstauglich“.
Rheinmetall bestätigte im April 2023, von der Bundeswehr einen Auftrag zur Nachrüstung von 143 Puma-Panzern auf den modernsten Konstruktionsstandard S1 erhalten zu haben. Die Nachrüstung solle bis 2029 abgeschlossen sein. Gemeinsam mit dem 1. Los zur Umrüstung von 154 Fahrzeugen und den auf den K-Stand VJTF-2023 aufgerüsten Puma, der im Großen und Ganzen dem S1-Rüststand entspricht, wird dann – bis auf die 13 Fahrschulfahrzeuge – die gesamte Puma-Flotte der Bundeswehr einen einheitlichen Konstruktionsstand S1 aufweisen.
Am 5. Mai 2023 wurde eine Bestellung von 50 Puma-Panzern im Umfang von 1,5 Milliarden in Auftrag bekannt gegeben. Langfristig sollen nach Klärung der Finanzierung insgesamt weitere 111 Puma-Panzer für die Bundeswehr gebaut werden. Im Jahr 2024 warf der Bundesrechnungshof dem Verteidigungsministerium in einem vertraulichen Schreiben vor, die Kosten für die Nachrüstung des Schützenpanzers Puma schönzurechnen; die volle Einsatzbereitschaft des Schützenpanzers würde nicht 718 Millionen Euro kosten, sondern 2,6 Milliarden Euro.

## Trivia
Eine mit einer 5-cm-Kanone bewaffnete Variante des von der Wehrmacht als Spähpanzer eingesetzten Sd.Kfz. 234 wird in der Nachkriegsliteratur ebenfalls als „Puma“ bezeichnet.